# قصه یک جوان فقیر
قصه یک جوان فقیر (اسپانیایی: La novela de un joven pobre‎) یک فیلم درام به کارگردانی لوئیس بایون ئررا است که در سال ۱۹۴۲ منتشر شد. از بازیگران آن می‌توان به آرماندو بو و سانتیاگو گومس کو اشاره کرد.